# Saison 2019-2020 du Toulouse Football Club
Maillots
Chronologie
Saison précédente Saison suivante
La saison 2019-2020 du Toulouse Football Club voit le club s'engager dans trois compétitions que sont la Ligue 1, la Coupe de France, et la Coupe de la Ligue.
En mars 2020, en raison de la pandémie de Covid-19 en France, le championnat est suspendu temporairement alors que Toulouse est le dernier du classement. Le 30 avril, le club est officiellement relégué après la décision de la Ligue de clore définitivement la saison par précaution sanitaire. Cette saison est considérée par un grand nombre de supporter comme la pire saison de l'histoire du club, avec une moyenne de 0,46 point/match en championnat.

## Transferts

### Mercato d'été
Le mercato d'été 2019-2020 est officiellement actif du 11 juin au 2 septembre 2019.

#### Départs
Clément Michelin est transféré au RC Lens pour 3 ans. 
Yannick Cahuzac est transféré au RC Lens pour 2 ans.  
Après une saison au club, Manuel García Alonso n'est pas conservé et retourne à Manchester City.
Alexis Blin est transféré au Amiens SC pour 3 ans.
Marc Vidal est en fin de contrat et quitte le club.
Andy Delort est définitivement transféré au Montpellier HSC.
Matis Carvalho est transféré au Montpellier HSC.
Steven Fortes est transféré au RC Lens pour 3 ans. 
Christopher Jullien est transféré au Celtic FC pour 4 ans. 
Jessy Pi est transféré au SM Caen pour 2 ans plus une année en option.
Firmin Mubele est prêté au FK Astana pour 1 saison avec option d'achat.
Jimmy Durmaz est transféré au Galatasaray SK pour 3 ans.
Hakim El Mokeddem est transféré au Stade lavallois.
Yann Bodiger est transféré au Cádiz CF pour 2 ans plus une en option.
François Moubandje est en fin de  contrat et s'engage au Dinamo Zagreb pour 3 ans.
John Bostock est prêté au Nottingham Forest pour 1 saison avec option d'achat.

#### Arrivées
Quentin Boisgard revient de son prêt du Pau FC. 
Steeve Yago revient de son prêt du Le Havre AC. 
Steven Fortes revient de son prêt du RC Lens. 
Jessy Pi revient de son prêt du Stade brestois 29. 
Efthýmis Kouloúris signe au Toulouse FC un contrat de 4 ans pour 3,5 millions d'euros.
William Vainqueur est prêté pour une saison au Toulouse FC.
Jean-Victor Makengo est prêté pour une saison au Toulouse FC avec option d'achat.
Agustín Rogel signe au Toulouse FC un contrat de 4 ans pour 2,5 millions d'euros.
Wesley Saïd signe au Toulouse FC un contrat de 4 ans pour 8 millions d'euros.
Nicolas Isimat-Mirin est prêté pour une saison au Toulouse FC avec option d'achat.

### Mercato d'hiver
Le mercato d'hiver 2019-2020 est officiellement actif du 1er janvier au 31 janvier 2019.

#### Départs
Corentin Jean est prêté au RC Lens jusqu'à la fin de la saison.
Gen Shōji quitte le club le 3 février 2020 et signe au Gamba Osaka.

#### Arrivées
Ruben Gabrielsen signe au Toulouse FC un contrat de 3 ans.
Lovre Kalinić est prêté par Aston Villa jusqu'à la fin de la saison.

## Joueurs et encadrement technique

### Encadrement technique

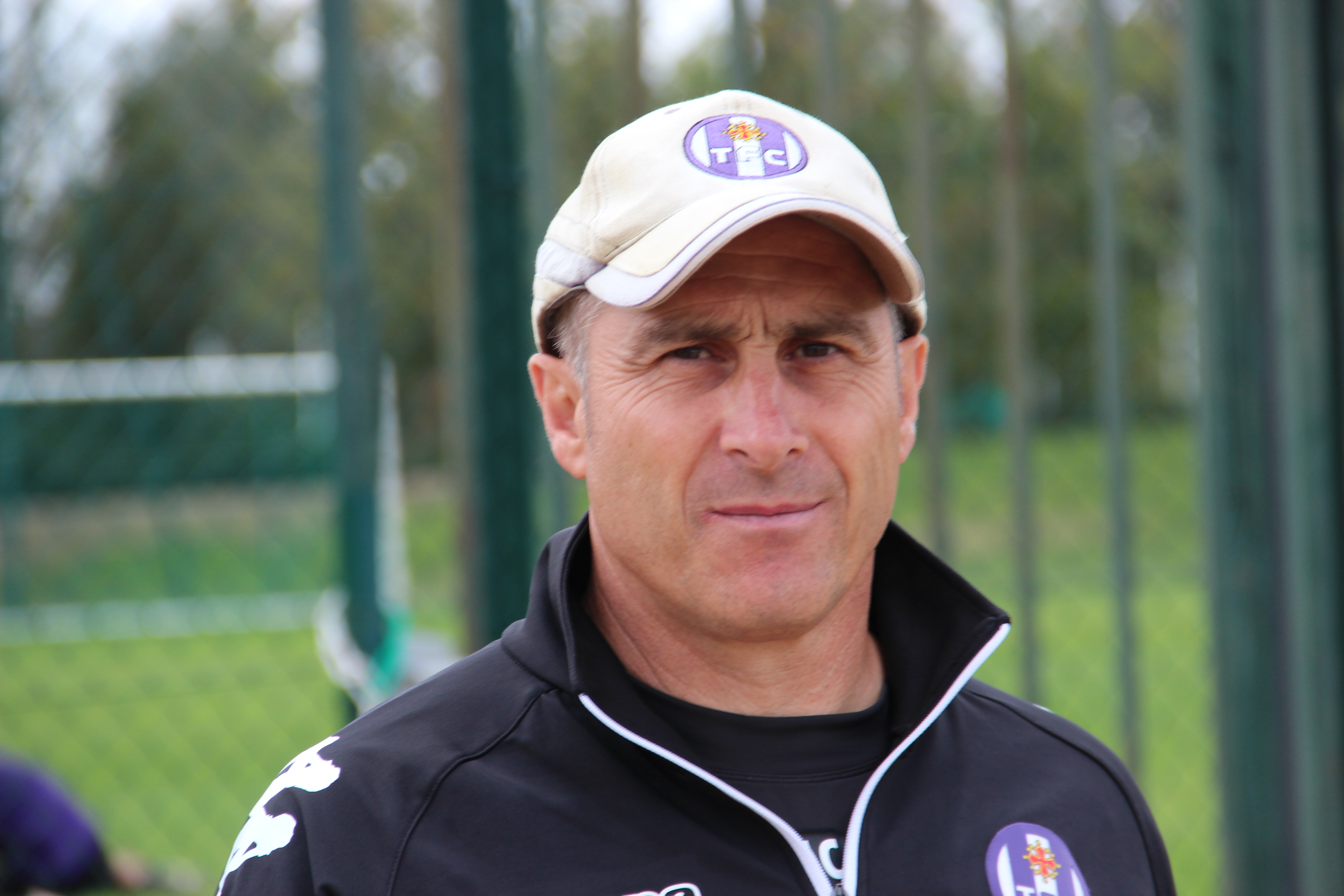
Casanova, ici en 2012, lors de son premier passage en tant qu'entraîneur du Toulouse FC.

Alain Casanova demeure entraîneur de Toulouse à l'aube de la nouvelle saison. Après un début d'exercice plutôt convaincant, les mauvais résultats s'enchaînent et Casanova quitte son poste le 10 octobre 2019. Malgré sa volonté de se donner encore quelques matchs avant de faire un choix, son départ est finalement accéléré par des menaces reçues sur les réseaux sociaux. Casanova échange une dernière fois avec son vestiaire, évoquant « un contexte trop lourd » et ajoutant notamment : « Je ne peux pas assumer mes responsabilités, mon travail dans de bonnes conditions ». En attendant de trouver son successeur, c'est Denis Zanko qui assure l'intérim.

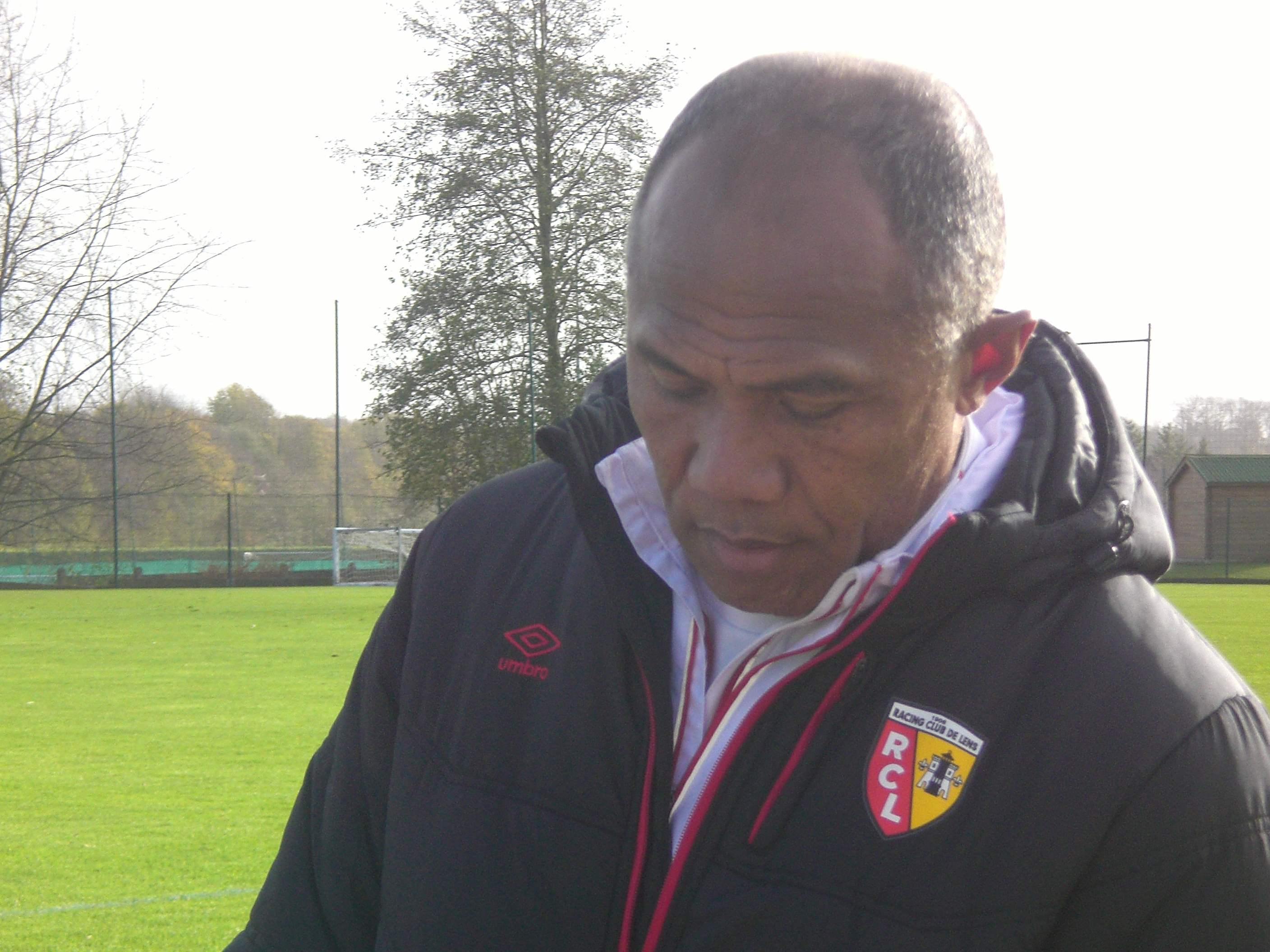
Kombouaré avec le RC Lens en novembre 2015.

Le 14 octobre, Antoine Kombouaré, entraîneur de longue date en première division française, prend le relais de Casanova. Il ne parvient pas à renverser la situation du club qui s'enlise dans le bas du classement et quitte la Haute-Garonne le 5 janvier 2020, après une élimination surprise en Coupe de France contre Saint-Pryvé Saint-Hilaire, club de National 2. Le bilan du passage toulousain de Kombouaré est très négatif avec onze défaites en treize matchs dont une série de dix défaites d'affilée.
Ayant déjà assuré l'intérim en octobre, Denis Zanko est nommé entraîneur du Téfécé dans la foulée. Directeur technique du centre de formation avant sa nomination, c'est sa première expérience dans l'élite française. Comme ses deux prédécesseurs, il ne parvient pas à inverser la vapeur et affiche un bilan de huit défaites et un nul lors de ses neuf rencontres sur le banc des Violets. La pandémie de Covid-19 met prématurément fin à la saison et les rencontres sont arrêtées au mois de mars 2020, entérinant la descente du club.

### Effectif professionnel
Le tableau ci-dessous recense l'effectif professionnel du Toulouse Football Club pour la saison 2019-2020.

## Compétitions

### Championnat
La Ligue 1 2019-2020 est la quatre-vingt-deuxième édition du Championnat de France de football. L'épreuve est disputée par vingt clubs réunis dans un seul groupe et se déroulant par matches aller et retour, soit une série de trente-huit rencontres. Les meilleurs de ce championnat se qualifient pour les coupes d'Europe, les trois premiers en Ligue des champions et le quatrième en Ligue Europa. À l'inverse, les deux derniers de la compétition sont rétrogradés à l'échelon inférieur en Ligue 2 et le 18e joue un barrage contre le 3e de la division inférieure.

#### Détails des matchs
La saison est stoppée puis annulée à cause de la pandémie de Covid-19 qui sévit en France. Les matches de la 29e à la 38e journée ne sont donc pas joués.

#### Classement
| Rang | Équipe              | Pts | J  | G | N  | P  | Bp | Bc | Diff | Qualification ou relégation |
| ---- | ------------------- | --- | -- | - | -- | -- | -- | -- | ---- | --------------------------- |
| 14   | Stade brestois 29 P | 34  | 28 | 8 | 10 | 10 | 34 | 37 | −3   |                             |
| 15   | FC Metz P           | 34  | 28 | 8 | 10 | 10 | 27 | 35 | −8   |                             |
| 16   | Dijon FCO           | 30  | 28 | 7 | 9  | 12 | 27 | 37 | −10  |                             |
| 17   | AS Saint-Étienne    | 30  | 28 | 8 | 6  | 14 | 29 | 45 | −16  |                             |
| 18   | Nîmes Olympique     | 27  | 28 | 7 | 6  | 15 | 29 | 44 | −15  |                             |
| 19   | Amiens SC           | 23  | 28 | 4 | 11 | 13 | 31 | 50 | −19  | Relégation en Ligue 2       |
| 20   | Toulouse FC         | 13  | 28 | 3 | 4  | 21 | 22 | 58 | −36  | Relégation en Ligue 2       |

## Statistiques

### Statistiques des buteurs
| R     | Nom                  | Ligue 1 | Coupe de France | Coupe de la Ligue | Total |
| ----- | -------------------- | ------- | --------------- | ----------------- | ----- |
| 1     | Efthýmis Kouloúris   | 4       | 0               | 0                 | 4     |
| 1     | Max-Alain Gradel     | 3       | 0               | 1                 | 4     |
| 1     | Yaya Sanogo          | 3       | 0               | 1                 | 4     |
| 2     | Bafodé Diakité       | 2       | 0               | 0                 | 2     |
| 2     | Aaron Leya Iseka     | 2       | 0               | 0                 | 2     |
| 2     | Jean-Victor Makengo  | 2       | 0               | 0                 | 2     |
| 2     | Wesley Saïd          | 2       | 0               | 0                 | 2     |
| 3     | Matthieu Dossevi     | 1       | 0               | 0                 | 1     |
| 3     | Nicolas Isimat-Mirin | 1       | 0               | 0                 | 1     |
| 3     | Quentin Boisgard     | 1       | 0               | 0                 | 1     |
| 3     | Kouadio Koné         | 0       | 0               | 1                 | 1     |
| 3     | csc                  | 1       | 0               | 0                 | 1     |
| Total | Total                | 22      | 0               | 3                 | 25    |

### Statistiques des passeurs
| R                   | Nom                | Ligue 1 | Coupe de France | Coupe de la Ligue | Total |
| ------------------- | ------------------ | ------- | --------------- | ----------------- | ----- |
| 1                   | Max-Alain Gradel   | 2       | 0               | 0                 | 2     |
| 1                   | Matthieu Dossevi   | 2       | 0               | 0                 | 2     |
| 1                   | Kelvin Amian       | 2       | 0               | 0                 | 2     |
| 1                   | Issiaga Sylla      | 2       | 0               | 0                 | 2     |
| 1                   | Efthýmis Kouloúris | 2       | 0               | 0                 | 2     |
| 1                   | Quentin Boisgard   | 1       | 0               | 1                 | 2     |
| 2                   |                    |         |                 |                   |       |
| Yaya Sanogo         | 1                  | 0       | 0               | 1                 |       |
| Wesley Saïd         | 1                  | 0       | 0               | 1                 |       |
| Ibrahim Sangaré     | 1                  | 0       | 0               | 1                 |       |
| Jean-Victor Makengo | 0                  | 0       | 1               | 1                 |       |
| Steven Moreira      | 0                  | 0       | 1               | 1                 |       |
| Total               | Total              | 14      | 0               | 3                 | 17    |